# Henry Cow 40th Anniversary Box Set
Henry Cow 40th Anniversary Box Set – dwuczęściowy zestaw płyt awangardowego zespołu Henry Cow, zawierający niepublikowane oficjalnie koncertowe i studyjne nagrania z lat 1971–1978 i wydany w 2009 r.

## Historia i charakter zestawu
Zestaw ten został wydany z okazji 40 rocznicy powstania zespołu Henry Cow. Grupę założyli multiinstrumentaliści Fred Frith i Tim Hodgkinson ok. października 1968 roku, a ostatni koncert dali 25 lipca 1978 r. w Mediolanie.
Przygotowanie i odnalezienie nagrań Henry Cow oraz montaż i remastering znalezionych nagrań trwało 15 lat.
Firma ReR Megacorp wydała tylko 1500 numerowanych kompletnych zestawów.
Pierwszy zestaw zawiera nagrania koncertowe z lat 1971–1976 na 5 dyskach kompaktowych.
Drugi zestaw zawiera nagrania koncertowe z lat 1975(?)–1978 na 4 dyskach kompaktowych. W komplecie jest także DVD z koncertem z 25 sierpnia 1976 r. z Vevey w Szwajcarii.
Do każdego zestawu dołączone są 60-stronicowe broszurki zawierające wspomnienia muzyków i przyjaciół związane z poszczególnymi utworami i trasami koncertowymi. Jest też najbardziej kompletna lista wszystkich znanych koncertów zespołu w czasie ich 10-letniej działalności.
Oprócz dwóch pudełek w skład zestawu wchodzi także puste trzecie pudełko na 6 dotychczasowych studyjnych albumów Henry Cow. Po ułożeniu ich w odpowiedniej kolejności na grzbiecie można odczytać nazwę zespołu, napisaną literami utworzonymi ze stylizowanych sylwetek zwierząt i ptaków.

## Zestaw pierwszyThe Road: Volumes 1–4

### Volume 1:Beginnings

#### Muzycy
- Chris Cutler – perkusja, pianino (początek 18)
- Fred Frith – gitara, skrzypce, głos (3, 4)
- John Greaves – gitara basowa, pianino (koniec 18, 19), głos (7, 18)
- Tim Hodgkinson – organy, saksofon altowy, klarnet, melodica, głos (7)
- Geoff Leigh – saksofon tenorowy, flet, głos (7, 9, 16) [oprócz utworów 3 i 4 – nie był jeszcze wtedy członkiem grupy]

oraz
- Amanda Parsons i Ann Rosenthal – rozmowa (6)
- D.J. Perry – fragment mówiony (9, 16)
- Dave Stewart – czelesta i rozmowa (6)

#### Lista utworów
- 1. Pre-Teenbeat I (Frith) [1:44]
- 2. Pre-Teenbeat II (Frith) [1:28]
- 3. Rapt in a Blanket (Frith) [5:06]
- 4. Came to See You (Frith) [6:43]
- 5. Amygdala extract (pre-Legend demo) (Hodgkinson) [3:35]
- 6. Teenbeat (Frith) [10:19]
- 7. Citizen King (Hodgkinson) [5:21]
- 8. Nirvana for Moles (Frith) [4:09]
- 9. With the Yellow Half Moon and Blue Star

10. Introduction [0:46]
11. Invocation [2:08]
12. Demi-lune jaune
13. Three Little Steps [2:13]
14. Red Riff [1:50]
15. Chorale Flautando [1:51]
16. Cycling Over the Cliff [4:08]
17. First Light [0:51]
- 18. Guider Tells of Silent Airborne Machine

19. Olwyn Grainger (Cutler/Frith/Greaves/Hodgkinson) [2:24]
20. Betty McGowan (Cutler/Frith/Greaves/Hodgkinson/Leigh) [6:12]
21. Lottie Hare (Greaves) [1:24]

#### Opis płyty
- Czas i miejsce nagrania

Utwory 1, 2, 5 – taśmy z prób; data nieznana (prawdopodobnie sprzed albumu Leg End)
Nagranie – Jack Balchin
- Reszta utworów – nieopisane taśmy z lat 1971–1973
- Montaż – Chris Cutler
- Remastering – Bob Drake
- Studio – Studio Midi-Pyrenees
- Data – 2005–2008
- Fotografie

Przednia i tylna okładka – Brian Cooke (fot. Hodgkinsona, Leigha, Cutlera) i Francis Fontanie (fot. Fritha)
Fotografia pod dyskiem – autor nieznany
Czas łączny – 64 min 26 s

### Volume 2:1974–5

#### Muzycy
Utwory 1–6
- Lindsay Cooper – obój, fagot
- Chris Cutler – perkusja
- Fred Frith – gitara, altówka, pianino (1)
- John Greaves – gitara basowa, pianino (3)
- Tim Hodgkinson – organy, saksofon altowy

Utwory 7–23
- Chris Cutler – perkusja, szklane miski, „clatter”
- Fred Frith – gitara elektryczna i akustyczna, „prism”
- John Greaves – gitara basowa, „clothes pegs”
- Tim Hodgkinson – saksofon altowy, organy, klarnet

Utwory 24–32
- Lindsay Cooper – obój, fagot, pianino
- Chris Cutler – perkusja
- Fred Frith – gitara, altówka, ksylofon
- John Greaves – gitara basowa
- Tim Hodgkinson – organy, saksofon altowy
- Dagmar Krause – śpiew

oraz Robert Wyatt – śpiew (29 i 32)

#### Lista utworów
- 1. Introduction (Cooper) [1:52]
- 2. Ruins I (Frith) [6:35]
- 3. Half Asleep, Half Awake (Greaves) [4:11]
- 4. Ruins II (Frith) [0:59]
- 5. Heron Shower over Hamburg (Frith) [2:29]
- 6. Nix [0:06]

Halsteren (Hodgkinson/Frith/Greaves/Cutler według pomysłów Hodgkinsona)
- 7. Halsteren 1 [1:08]
- 8. Solo 1 (Hodgkinsona) [1:08]
- 9. Solo Extention 1 [2:21]
- 10. Halsteren 2 [1:24]
- 11. Extention 1 [0:17]
- 12. Halsteren 3 [0:52]
- 13. First Suspention [4:28]
- 14. Extention 2 [2:58]
- 15. Extention 3 [1:19]
- 16. Solo 2 (Fritha) [1:20]
- 17. Solo Extention 2 [3:32]
- 18. Halsteren 4 [0:17]
- 19. Second Suspention [2:34]
- 20. Extention 4 [1:58]
- 21. Solo 3 (Greavesa) [0:49]
- 22. Solo Extention 3 [3:17]
- 23. Halsteren 5 [1:21]
- 24–32. Living in the Heart of the Beast (Hodgkinson) [13:46]

Czas całkowity – 60 min 21 s

#### Opis płyty
- Miejsce i data nagrania

Utwory 1–5 – nieopisana taśma z 1974 r.
Utwory 7–23 – Vereningingsbouw w Halsteren w Holandii 26 września 1974 r.
Nagranie – Jan Smagge na stereofonicznym magnetofonie
Miksowanie – prawdopodobnie Charles Fletcher
Utwory 24–32 – Théatre des Champs Elysées w Paryżu 8 maja 1976
Miksowanie – Sarah Greaves
- Montaż – Chris Cutler
- Remastering – Bob Drake
- Studio – Studio Midi-Pyrenees
- Data – 2005–2008
- Fotografie – przednia okładka i pod CD – autor nieznany; tylna okładka Sula Goshen; autor fotografii Roberta Wyatta i Dagmar Krause nieznany

### Volume 3:Hamburg

#### Muzycy
- Chris Cutler – perkusja
- Lindsay Cooper – obój, fagot, pianino (8, 9, 10, 11)
- Fred Frith – gitara, pianino (1, 4, 12, 13)
- John Greaves – gitara basowa, głos (3)
- Tim Hodgkinson – organy, saksofon altowy

oraz
- Robert Wyatt – śpiew (14, 15)

#### Lista utworów
1. Fair as the Moon (Cutler/Frith) [6:01]
2. Nirvana for Rabbits (Frith) [4:48]
3. Ottawa Song (Cutler/Frith) [3:41]
4. Twilight Bridge (Cooper/Cutler/Frith/Greaves/Hodgkinson/Krause) [2:04]
5. Gloria Gloom (Wyatt/McCormick) [2:17]
6. Hamburg 1 (Cooper/Cutler/Frith/Greaves/Hodgkinson/Krause) [4:15]
7. Hamburg 2 (Cooper/Cutler/Frith/Greaves/Hodgkinson/Krause) [3:27]
8. Red Noise 10 (Cooper/Cutler/Frith/Greaves/Hodgkinson/Krause) [3:16]
9. Hamburg 3 (Cooper/Cutler/Frith/Greaves/Hodgkinson/Krause) [5:30]
10. Hamburg 4 (Cooper/Cutler/Frith/Greaves/Hodgkinson/Krause) [2:40]
11. Hamburg 5 (Cooper/Cutler/Frith/Greaves/Hodgkinson/Krause) [5:25]
12. Terrible as an Army with Banners (Cutler/Frith) [3:34]
13. A Heart (Cooper/Cutler/Frith/Greaves/Hodgkinson/Krause) [9:03]
14. Little Red Riding Hood Hit the Road (Wyatt) [5:12]
15. We Did It Again (Ayers) [6:31]

Całkowity czas – 67 min 51 s

#### Opis płyty
- Miejsce i czas nagrania

Utwory 1–13 – koncert w Hamburgu 26 marca 1976 nagrany przez NDR Jazz Workshop
Utwór 14 – Piazza Navona, Rzym, 27 czerwca 1975
Miksowanie – Sarah Greaves
Utwór 15 Théâtre des Champs-Elysées, Paryż, 8 maja 1975
Miksowanie Sarah Greaves
- Montaż – Chris Cutler
- Remastering – Bob Drake
- Studio – Studio Midi-Pyrenees
- Data – 2005–2008
- Fotografie – Przednia okładka i wewnętrzne – autor nieznany; fotografia pod CD – Brian Cooke; fotografie Henry Cow z Robertem Wyattem – Sergio Pozzi; tył okładki – Gianni Castellana

### Volume 4.Trondheim

#### Muzycy
- Lindsay Cooper – recorder (flet), obój, fagot, flet, pianino (7, 8, 9), taśmy, głos
- Chris Cutler – perkusja, głos (itd)
- Fred Frith – gitara, skrzypce, 6-str. gitara basowa, ksylofon, dzwony rurowe, taśmy
- Tim Hodgkinson – organy, klarnet, głos, taśmy

#### Lista utworów
- 1–10. Trondheim I (Cooper/Cutler/Frith/Hodgkinson) [48:25]

Całkowity czas – 48 min 28 s

#### Opis płyty
- Miejsce i czas nagrania – Studentersamfundet, Trondheim w Norwegii 26 maja 1976.
- Nagranie – ze stołu mikserskiego podczas koncertu
- Miksowanie – Joel Schwartz
- Montaż – Chris Cutler
- Remastering – Bob Drake
- Studio – Studio Midi-Pyrenees
- Data – 2005–2008
- Fotografie – fotografia Hodgkinsona i Cooper na okładce – Lucio Briganti; autorzy reszty fotografii nieznani

### Volume 5.Trondheim II

#### Muzycy
- Lindsay Cooper – obój, fagot, flet, drumla, taśmy, głos
- Chris Cutler – perkusja, głos (itd)
- Fred Frith – gitara, 6-str. gitara basowa, ksylofon, taśmy
- Tim Hodgkinson – organy, klarnet, saksofon altowy, mbira, głos, taśmy

#### Lista utworów
- 1–6. Trondheim II (Cooper/Cutler/Frith/Hodgkinson) [31:54]
- 7. The March (Frith/aranż. Henry Cow) [6:25]

Całkowity czas – 38 min 19 s

#### Opis płyty
- Miejsce i czas nagrania – Studentersamfundet, Trondheim, 26 maja 1976.
- Nagranie – ze stołu mikserskiego podczas koncertu
- Miksowanie – Joel Schwartz
- Montaż – Chris Cutler
- Remastering – Bob Drake
- Studio – Studio Midi-Pyrenees
- Data – 2005–2008
- Fotografie – fotografia Hodgkinsona i Cooper na okładce – Lucio Briganti; autorzy reszty fotografii nieznani

## Zestaw drugiThe Road: Volumes 6–10 with DVD

### Volume 6.Stockholm & Göteborg

#### Muzycy
- Georgie Born – bezprogowa gitara basowa, wiolonczela (1–7, 12–14)
- Lindsay Cooper – fagot, flet, recorder (flet), saksofon sopranowy, pianino (1–6), taśmy (13)
- Chris Cutler – perkusja, pianino (10)
- Fred Frith – gitara, ksylofon, pianino (14)
- John Greaves – gitara basowa (8–11), głos (8)
- Tim Hodgkinson – organy, saksofon altowy, taśmy (13)
- Dagmar Krause – śpiew

#### Lista utworów
- 1. Stockholm 1 (Born/Cooper/Cutler/Frith/Hodgkinson/Krause)
- 2–6. Erk Gah (aka Hold to the Zero Burn) (Hodgkinson)
- 7. A Bridge to Ruins (Hodgkinson)
- 8. Ottawa Song (Cutler/Frith)
- 9–11. Göteborg 1 (Cooper/Cutler/Frith/Greaves/Hodgkinson/Krause)
- 12. No More Songs (Ochs)
- 13. Stockholm 2 (Born/Cooper/Cutler/Frith/Hodgkinson/Krause)
- 14. The March (Frith)

Łączny czas – 63 min 23 s

#### Opis płyty
- Miejsce i czas nagrania

Utwory 1–7 i 12–14 – koncert w Sztokholmie w Szwecji 9 maja 1977 r. Został on nagrany dla programu radiowego Tonkraft i wyemitowany 8 czerwca 1977 r.
Utwory 8–11 – koncert w Göteborgu w Szwecji 28 maja 1975 (?). Został nagrany dla Tonkraft i wyemitowany 14 i 17 lipca 1975
- Montaż – Chris Cutler
- Remastering – Bob Drake
- Studio – Studio Midi-Pyrenees
- Data – 2007, 2008
- Fotografie – czarno-białe fotografie – Åke Forsgren; autor zdjęć kolorowych z 1975 r. nieznany

### Volume 7.Later and Post-Virgin

#### Muzycy
- Tim Hodgkinson – organy, saksofon altowy, klarnet (12), głos (5), taśmy
- Fred Frith – gitara, ksylofon, dzwony rurowe, skrzypce, pianino (7)
- Lindsay Cooper – fagot, obój, drumla, flet, pianino (3, 4, 5), akordeon (5)
- Georgie Born – gitara basowa, wiolonczela
- Dagmar Krause – śpiew (1, 3, 7)
- Chris Cutler – perkusja, „contact microphone amplification (5, 6, 7)

oraz
- Geoff Leigh – saksofon tenorowy (10, 11)

Anne-Marie Roelofs – puzon (10, 11)

#### Lista utworów
1. Joan (Cutler/Frith) [5:26]
2. Teenbeat 2 (Frith) [8:05]
3. Would You Prefer Us to Lie? (Cutler/Greaves) [4:28]
4. Untitled Piece (Cooper) [11:31]
5. Chaumont 1 (Born/Cooper/Cutler/Frith/Hodgkinson) [9:01]
6. Chaumont 2 (Cooper/Hodgkinson) [2:14]
7. March (Frith) [7:00]
8. Brain Storm over Barnsley (Frith) [3:23]
9. Teenbeat 3 (Frith) [6:45]
10. Post-teen Auditorium Invasion (Cooper/Hodgkinson/Leigh/Roelofs) [3:56]
11. Bucket Waltz (Born/Cooper/Cutler/Frith/Hodgkinson/Leigh/Roelofs) [4:26]
12. On Suicide (Brecht/Eisler ) [3:42]

Łączny czas – 74 min 4 s

#### Opis płyty
- Miejsce i czas nagrania

Utwory 1, 2, 3 – nagranie z koncertu w Wandsworth Town Hall w Londynie 13 lutego 1977 r.
Utwór 4 – koncert w De Piek we Vlissingen w Holandii 22 maja 11977
Utwory 5, 6, 7 – nagrania z Salle des Fêtes w Chaumont we Francji 25 listopada 1976
Miksowanie – Jack Balchin (najpewniej)
Utwory 8, 9, 10, 11 – nagrania z koncertu w Melkweg w Amsterdamie w Holandii 16 grudnia 1977
Miksowanie – Jack Balchin (najpewniej)
Utwór 12 – nagranie niezidentyfikowane, prawdopodobnie z Włoch z okresu maj/czerwiec 1977 r.
- Montaż – Chris Cutler
- Remastering – Bob Drake
- Studio – Studio Midi-Pyrenees
- Data – 2005–2008
- Fotografie – autorzy fotografii nieznani

### Volume 8.Bremen

#### Muzycy
- Tim Hodgkinson – organy, saksofon altowy, klarnet, mbira, głos (9)
- Fred Frith – gitara, dzwony rurowe, marimba (8), ksylofon (14), skrzypce, pianino (7)
- Lindsay Cooper – fagot, obój, saksofon sopraninowy, recorder (flet), pianino (9, 10, 11, 14), akordeon,
- Georgie Born – gitara basowa, wiolonczela
- Chris Cutler – perkusja, marimba (9, 10), pianino (1, 14)

#### Lista utworów
- 1. Armed Maniac/Things We Forgot (Born/Cooper/Cutler/Frith/Hodgkinson) [11:55]

New Suite
- 2. Van Fleet (Frith) [1:49]
- 3. Viva Pa Ubu instrumental extract (Hodgkinson) [4:35]
- 4. The Big Tune Begins (Frith) [0:45]
- 5. The Big Tune Continues (Frith) [2:11]
- 6. The Big Tune Ends (Frith) [1:30]
- 7. March (Frith) [3:46]

The Kunst Der Orgel
- 8–11. Bremen (Born/Cooper/Cutler/Frith/Hodgkinson) [34:25]
- 13, 14. Erk Gah instrumental extract (Hodgkinson) [13:04]

Czas łączny – 74 min 7 s

#### Opis płyty
- Miejsce i czas nagrania – koncert w Sendesaal w Studioa F Radio Bremen 22 marca 1978 r.
- Nagranie – Peter Schulze, Dietram Köster, Klaus Schumann, Jürgen Kuntze dla New Jazz Live
- Transfer z oryginalnych stereofonicznych taśm – Christine Potschkat
- Miksowanie – Jack Balchin
- Montaż – Chris Cutler
- Remastering – Bob Drake
- Studio – Studio Midi-Pyrenees
- Data – 2004–2008
- Fotografie – przód okładki: fot. Hodgkinsona i Fritha – Åke Forsgren; fot. Bron – autor nieznany; tył okładki: zdjęcie Cooper – L. Looney, zdjęcie Cutlera – autor nieznany; reszta zdjęć – Åke Forsgren

### Volume 9.Late

#### Muzycy
- Tim Hodgkinson – organy, saksofon altowy, klarnet, głos (7)
- Fred Frith – gitara, ksylofon, skrzypce
- Lindsay Cooper – fagot, obój, saksofon sopraninowy, recorder (flet)
- Georgie Born – gitara basowa, wiolonczela
- Chris Cutler – perkusja

#### Lista utworów
- 1. Joy of Sax [3:50]
- 2. Jackie-ing (Monk|aranż. Mike Westbrook) [1:15]
- 3 Untitled 2 (Cooper) [1:32]
- 4. The Herring People (Frith) [2:07]
- 5–8. RIO (Born/Cooper/Cutler/Frith/Hodgkinson) [17:09]
- 9. Half the Sky (Cooper) [5:05]
- 10. Virgins of Illinois (trad.) [2:13]
- 14. Viva Pa Ubu (Hodgkinson) [2:18]

Czas łączny – 36 min 33 s

#### Opis płyty
- Miejsce i czas nagrania

Utwory 1–4, 10 – prawdopodobnie nagrania z koncertu we Włoszech z czerwca lub lipca 1878.
Miksowanie – E.M. Thomas
Utwory 5–9 – Rock in Opposition Festival w New London Theatre, Drury Lane, w Londynie 12 marca 1978 r.
Nagranie – Hans Bruniusson (z zespołu Samla Mannas Manna)
Miksowanie – Jack Balchin
Utwór 11 – koncert w Cervia we Włoszech 23 lipca 1978 r.
Miksowanie – E.M. Thomas
- Montaż – Chris Cutler
- Remastering – Bob Drake
- Studio – Studio Midi-Pyrenees
- Data – 2004–2008
- Fotografie – zdjęcia Hodgkinsona, Bron, Cutlera i Fritha na okładce – Roberto Battista; fot. Cooper – autor nieznany; tył okładki: fot. Roelofs – Lucio Biganti; fot. Bron i Cutlera – autor nieznany; zdjęcie pod CD – Enrico Romero. Autor zdjęcia tylnego nieznany

### Volume 10. DVD –Vevey 1976

#### Muzycy
- Georgie Born – gitara basowa, wiolonczela
- Lindsay Cooper – fagot, obój, recorder (flet), saksofon sopraninowy, piccolo
- Chris Cutler – perkusja
- Fred Frith – gitara, ksylofon, dzwony rurowe, skrzypce, pianino
- Tim Hodgkinson – organy, saksofon altowy, klarnet
- Dagmar Krause – śpiew

#### Lista utworów
1. Beautiful as... (Cutler/Frith) [6:50]
2. Vevey 1 (Born/Cooper/Cutler/Frith/Hodgkinso/Krause) [8:49]
3. Terrible as... (Cutler/Frith) [2:19]
4. Tim speaks [1:04]
5. No More Songs (Ochs/aranż. Frith) [3:48]
6. LITHOB (Hodgkinson) [16:57]
7. Vevey 2 (Born/Cooper/Cutler/Frith/Hodgkinso/Krause) [13:51]
8. March (Frith) [2:42]
9. Erk Gah (Hodgkinson) [18:28]

Czas łączny – 75 min 16 s

#### Opis DVD
- Miejsce i czas nagrania – koncert w Vevey w Szwajcarii 25 sierpnia 1976 r.
- Miksowanie – Joel Schwartz
- Montaż – Chris Cutler
- Remastering – Bob Drake
- Studio – Studio Midi-Pyrenees
- Mastering DVD – Peter Morris i Tom Muldowney w Streetfurniture.tv w Londynie
- Fotografie – autorem wszystkich fotografii jest Henk Weltvreden
- Uwaga – to jedyny znany sfilmowany koncert Henry Cow

### Dodatkowy dysk: „Volume 11”.A Cow Cabinet of Curiosities
- Dysk ten jest dodany do pierwszego 1000 tego kompletnego pudełkowego wydania

#### Muzycy
- Chris Cutler (1–12)
- Fred Frith (1–12)
- John Greaves (1–10, 12)
- Tim Hodgkinson (1–12)
- Geoff Leigh (1, 2, 6)
- Lindsey Cooper (3–5, 7–12)
- Dagmar Krause (4, 8–10)
- Georgie Born (11)

#### Lista utworów
1. Pre Virgin Demo 1 (głównie Frith) [3:56]
2. Pre Virgin Demo 2 (głównie Hodgkinson) [1:02]
3. Niezidentyfikowana improwizacja 1 (Cooper/Cutler/Frith/Greaves/Hodgkinson) [1:30]
4. Niezidentyfikowana improwizacja 2 (Cooper/Cutler/Frith/Greaves/Hodgkinson/Krause) [5:37]
5. Niezidentyfikowana późna kompozycja (prawdopodobnie Cooper) [2:04]
6. Exploded Amygdala/Teen Introduction (Cutler/Firth/Greaves/Hodgkinson/Leigh) [3:37]
7. Lovers of Gold (Cooper/Cutler/Frith/Greaves/Hodgkinson/Krause) [6:29]
8. Hamburg 6 (Cooper/Cutler/Frith/Greaves/Hodgkinson/Krause) [5:33]
9. Ruins extract (Cooper/Cutler/Frith/Greaves/Hodgkinson/Krause) [8:24]
10. Hamburg 7 (Cooper/Cutler/Frith/Greaves/Hodgkinson/Krause) [9:44]
11. Half the Sky (Cooper) [5:03]
12. Extract from the Glove (Cooper/Cutler/Frith/Greaves/Hodgkinson) [2:19]

Czas łączny – 56 min 15 s

#### Opis płyty
- Miejsce i czas nagrania

Utwory 1 i 2 – zostały nagrane podczas próby przez Jacka Balchina, prawdopodobnie w 1972 r.
Utwory 3, 4, 5, 6 – zostały wzięte z zapomnianej taśmy; źródłem jest najpewniej stół mikserski
Utwór 7 – odrzut z sesji do albumu Praise of Learning
Miksowanie – Tim Hodgkinson
Studio – Cold Storage w 1984 r.
Utwory 8, 9, 10 – nagrane na koncercie w Hamburgu 28 maja 1976 dla NDR Jazz Workshop
Utwór 11 – nagranie z koncertu w Sendesaal w Studio F, Radio Bremen, 22 marca 1978 dla New Jazz Live
Utwór 12 – ekstrakt z odrzutu z sesji do albumu Unrest
Miksowanie – Tim Hodgkinson
Studio – Cold Storage w 1984 r.
- Montaż i wybór – Chris Cutler
- Remastering – Bob Drake
- Studio – Studio Midi-Pyrenees
- Data – 2008
- Fotografie – okładka – Bob Drake; trzy zdjęcia z drugiej strony okładki, od lewej: Phil Franks, Luciano Margorani, Henk Weltevreden

## Opis płyt
- Data nagrania – 1972–1978
- Montaż – Chris Cutler
- Remastering – Bob Drake
- Studio – Studio Midi-Pyrenees
- Data – 2004–2008
- Projekt artystyczny całości – Tim Schwartz@OnionProductions.com
- Czas łączny – 594:20
- Data wydania – styczeń 2009
- Firma nagraniowa – ReR Megacorp
- Numer katalogowy – HC 41
- Nakład – 1500 (numerowany)